# Lea Desandre
Lea Desandre (uitspraak: Dézandré) (Parijs, 1993) is een Franse mezzosopraan van deels Italiaanse afkomst. Haar repertoire strekt zich uit van de 17e tot de 19e eeuw, met een specialisatie in de authentieke uitvoeringspraktijk van barokmuziek.

## Levensloop

### Opleiding
Lea Desandre werd geboren in Parijs groeide op in een kunstzinnige omgeving: haar grootmoeder was als koorzangeres verbonden aan het Grand-Théâtre in Bordeaux en haar twee ouders werkten in de filmwereld. Als kind was Desandre voornamelijk geïnteresseerd in ballet, waarin ze tot haar 19e actief was. Op aanbeveling van haar muziekleraar op school werd ze op 12-jarige leeftijd lid van het kinderkoor van de Nationale Opera in Parijs. Ze reisde heel Parijs af om concerten te bezoeken van haar idool, de operazangeres Natalie Dessay, en bezocht plekken waar operasterren samen kwamen. Mede dankzij hun aanmoedigingen besloot ze in het laatste jaar van haar middelbare schoolstudie zich in te schrijven aan het Conservatoire à Rayonnement Régional (CRR) van Boulogne-Billancourt. Hier ontving ze zanglessen van Esthel Durand, koorlid van het koor van de Nationale Opera in Parijs. Aansluitend ging ze naar Venetië om te studeren bij de alt Sara Mingardo.
In 2014 sloot Desandre zich aan bij het ensemble Les Arts Florissants van William Christie, dat gespecialiseerd is in (voornamelijk) Franse barokmuziek. Hier studeerde ze verder bij oude-muziekspecialist William Christie en bij de andere leider van Les Arts Florissants, countertenor Paul Agnew, die gespecialiseerd is in Italiaanse barokzang. In 2015 was ze de winnaar van Jardin des Voix, de jaarlijkse zangacademie in Caen die opgericht is door William Christie, waarin jonge beroepszangers worden getraind in de uitvoering van barokmuziek. Verdere studie volgde ze bij Valérie Guillorit en Véronique Gens.

### Werk
In 2014 debuteerde ze in het Théâtre des Champs-Élysées in Parijs met het gezelschap Opéra Fuoco in haar eerste operarol als Dorabelle in Cosi Fanciulli van Nicolas Bacri. In datzelfde jaar, haar eerste jaar bij Les Arts Florissants, zong ze bij dit gezelschap de rol van Sesto in Giulio Cesare van G.F. Handel tijdens het eerste Shanghai Baroque Festival. Meerdere rollen bij dit gezelschap volgden, waaronder in 2016 de rol van Andronico in Tamerlano (concertante uitvoering) in Beaune en de rol van Céphie in Zoroaster (J-Ph. Rameau) in Aix-en-Provence en in Versailles.
In 2017 maakte ze haar debuut aan de Opéra Comique in Parijs in de titelrol van Alcyone (een opera van Marin Marais). Ze zong in 2017 tevens op het Festival d'Aix-en-Provence in Erismena (Francesco Cavalli). In maakte haar ze debuut op de Salzburger Festspiele in L'incoronazione di Poppea (Claudio Monteverdi). Sindsdien keerde ze terug naar Salzburg, o.a. in de rollen van Vénus in Orphée aux Enfers van Jacques Offenbach (2019), Despina in Così fan tutte van W.A. Mozart (2020 en 2021) en Annio in La clemenza di Tito van W.A. Mozart (2021).
Andere rollen die zij zong waren onder meer Urbain in Les Huguenots van Giacomo Meyerbeer in het Grand Théâtre in Genève (2020), Idamante in Idomeneo van W.A. Mozart bij de Staatsoper Berlin, Rosina in Il barbiere di Siviglia van Giacomo Rossini bij de Opera van Rouen, en Cherubino in Le Nozze di Figaro van W.A. Mozart in Aix-en-Provence 2021, wat haar lovende kritieken opleverde.
Concerten met Les Arts Florissants en solo-recitals brachten haar onder meer naar Carnegie Hall in New York, Wigmore Hall in Londen, de Wiener Musikverein, de Walt Disney Concert Hall in Los Angeles, het Mozarteum in Salzburg, het Sydney Opera House, Alice Tully Hall in New York, Tchaikovsky Concertzaal in Moskou, Shanghai Symphony Hall en de Opéra de Versailles.
Ze werkte samen met dirigenten als Gustavo Dudamel, Sir John Eliot Gardiner, Myung-Whun Chung, Marc Minkowski, Joana Mallwitz, Raphaël Pichon, Jordi Savall, Emmanuelle Haïm en Christophe Rousset.

## Prijzen
- 2013 - 1e prijs Jeune Espoir van het Grand Théâtre de Bordeaux
- 2016 - HSBC-prijs festival Aix-en-Provence,[5] samen met Thomas Dunford
- 2015 - Winnaar 7e editie van Le Jardin des Voix
- 2017 - Révélation Artiste Lyrique, Victoires de la Musique
- 2018 - Jonge solistenprijs van de Franstalige publieke omroepen[3]
- 2021 - Lyrical Artist of the Year, Victoires de la Musique
- 2022 - Sängerin des Jahres, van het Duitse tijdschrift Opus Klassik

## Discografie
- 2016: Se con stille frequenti: Duetti da camera - met Silvia Frigato, Cenacolo Musicale e.a. - Arcana A 424
- 2017: Un jardin à l'italienne: Airs, cantates & madrigaux - met Les Arts Florissants o.l.v. William Christie e.a. - Harmonia Mundi HAF 8905283
- 2017: Berenice, che fai? - met Opéra Fuoco o.l.v. David Stern - Aparté Music AP 165
- 2017: Alcione, Marin Marais - Le concert des Nations o.l.v. Jordi Savall e.a. - Alia Vox AVSA9939
- 2018: Italian cantatas, Georg Friedrich Händel - met Sabine Devieilhe en Le concert d'Astrée o.l.v. Emmanuelle Haïm - Erato 0190295633622
- 2019: Orphée et Eurydice, C.W. Gluck (versie 1859 van Hector Berlioz), live-opname - met ensemble Pygmalion o.l.v. Raphaël Pichon e.a. - Naxos 2.110638
- 2019: Antonio Vivaldi - met ensemble Jupiter o.l.v. Thomas Dunford - Alpha Classics ALPHA 550
- 2020: Barricades - met Thomas Dunford, Jean Rondeau e.a. - Erato 0190298269951
- 2020: Magic Mozart, W. A. Mozart - Insula orchestra o.l.v. Laurence Equilbey e.a. solisten - Erato 0190295261979
- 2020: DVD - Vespro della Beata Vergine, Claudio Monteverdi, live-opname - met ensemble Pygmalion o.l.v. Raphaël Pichon e.a - Château de Versailles Spectacles CVS018
- 2021: Amazone - solo-CD, met ensemble Jupiter o.l.v. Thomas Dunford - Erato 0190295065843
- 2021: DVD - Così fan tutte, W.A. Mozart, live-opname - met de Wiener Philharmoniker o.l.v. Joanna Mallwitz - Erato 0190295050320